# Krimovica
Krimovica je naselje u Boki kotorskoj, u općini Kotor.	

## Zemljopisni položaj
Naselje je smješteno u mikroregiji Grbalj, u jugoistočnom dijelu oblasti Donji Grbalj. Udaljeno je oko 1,8 kilometara od mora, što ga čini izuzetno privlačnom jadranskom lokacijom. 

## Crkve u Krimovici
- Crkva Svetog Andrije iz 3. ili 6. stoljeća s očuvanim mozaikom[1][2]
- Crkva Svetog Bartolomeja
- Crkva Svetog Stjepana
- Crkva Svete Gospođe
- Crkva Svetog Nikole na hridi ispod sela Krimovica

## Stanovništvo
Stanovnici Krimovice pripadaju
bratstvima:Pribilovic,Kunjić, Antović, Antonović, Marović, Bajković, Pićan, Mikijelj, Carević.

### Nacionalni sastav po popisu 2003.
- Srbi - 49
- Crnogorci - 4
- Neopredijeljeni - 1
- Ostali - 1

## Gospodarstvo
Proizvodnja zdrave hrane, voćnih i povrtnih kultura, zauzima prvo mjesto kad je riječ o gospodarstvu Krimovice. Otežavajuća okolnost za mjesne zemljoradnike je nedostatak vode, no uspijevaju namaknuti manjak kupovanjem vode iz cisterni s vodom koje naručuju iz Budve. Tradicionalni proizvodi koje Krimovčani plasiraju na tivatske, kotorske i budvanske tržnice su grožđe, smokva, višnja, rajčica.